# Departamentos da Nicarágua
A Nicarágua encontra-se administrativamente subdividida em quinze departamentos e duas regiões autónomas.
| ISO   | Localização | Departamento ou região autónoma     | Capital    | População (2012) | Área (km2) | Densidade pop. (km-2) |
| ----- | ----------- | ----------------------------------- | ---------- | ---------------- | ---------- | --------------------- |
| NI-BO |             | Boaco                               | Boaco      | 174 682          | 4 177      | 41,8                  |
| NI-CA |             | Carazo                              | Jinotepe   | 186 898          | 1 081      | 172,8                 |
| NI-CI |             | Chinandega                          | Chinandega | 432 062          | 4 822      | 87,7                  |
| NI-CO |             | Chontales                           | Juigalpa   | 153 932          | 6 481      | 24                    |
| NI-ES |             | Estelí                              | Estelí     | 201 548          | 2 230      | 90                    |
| NI-GR |             | Granada                             | Granada    | 168 186          | 1 040      | 162                   |
| NI-JI |             | Jinotega                            | Jinotega   | 331 335          | 9 222      | 36                    |
| NI-LE |             | León                                | León       | 355 779          | 5 138      | 69                    |
| NI-MD |             | Madriz                              | Somoto     | 132 459          | 1 708      | 78                    |
| NI-MN |             | Managua                             | Manágua    | 2 132 421        | 3 465      | 365                   |
| NI-MS |             | Masaya                              | Masaya     | 289 988          | 611        | 475                   |
| NI-MT |             | Matagalpa                           | Matagalpa  | 469 172          | 6 804      | 69                    |
| NI-NS |             | Nueva Segovia                       | Ocotal     | 208 523          | 3 491      | 60                    |
| NI-RI |             | Rivas                               | Rivas      | 156 283          | 2 162      | 72                    |
| NI-SJ |             | Río San Juan                        | San Carlos | 95 596           | 7 541      | 13                    |
| NI-AN |             | Región Autónoma del Atlántico Norte | Bilwi      | 314 130          | 33 106     | 10                    |
| NI-AS |             | Región Autónoma del Atlántico Sur   | Bluefields | 306 510          | 27 260     | 11                    |

## Zelaya
Em 1986, a nova constituição estabelecida na Carta da Autonomia (auto-governo limitado) para o antigo Departamento de Zelaya, compreendendo toda a metade oriental do país. O departamento foi dividido em duas regiões autônomas (comunidades). A Carta de Autonomia é largamente baseada no modelo utilizado pela Espanha. As comunidades são governadas por um Governador e um Conselho Regional. Defesa, etc. é de responsabilidade do Governo Central em Manágua.

## Notes
1. ↑  Sobre a capital da R. A. A. N.: Bilwi é a cidade, Puerto Cabezas é o município.